# 李小仙
李小仙（： Lee So-seon，1929年12月30日—2011年9月3日），韩国劳工运动家和民主运动家。1970年11月13日，她的儿子全泰壹于首尔东大门市场前手持《劳动基准法》自焚，以抗议恶劣的工作环境以及雇主对劳工的压迫。
此后，李小仙继续为争取劳工权益而斗争，其开设了劳工教室，向劳动者进行劳动法知识教育，不顾全斗焕政府施压，投身民主化运动。她还在李锡奎葬礼斗争期间担任工伤葬礼委员，积极参与各种劳工运动。即使到了晚年，她仍会出现在斗争现场，呼吁缩短劳动时间、解决非正规岗位等社会问题，赢得了“工人之母”的称号。

## 童年
李小仙于1929年12月30日在庆尚北道达城郡的一个農民家庭中出生。在她幼年時期，父亲李成祖因为在农村开展抗日运动被日本人逮捕。李小仙回忆说，她的父亲被捕後遭槍決，父亲去世后，租用的土地被日占政府收回，全家人只能流浪。
母亲将大女儿送回原父母家后，带着9岁的儿子和李小仙前往附近的其他村落乞讨。1964年，李小仙的姐姐在生下一子三女后去世。

## 就业
1945年春末，15岁的李小仙被带到了大邱一家制作军装的纺织厂开始工作，李小仙每天工作14小时，吃着由豆饼和玉米参杂小麦粉制成的饭团。工厂里时常发生事故，一位在流水线工作的妇女工作不慎被机器夹死。最后她冒着被护厂队打死的危险从工厂逃了出来，逃回家乡的李小仙在山里躲了一段时间。

## 婚姻
1947年，李小仙与全常洙结婚。全常洙的父亲是大邱的布商，全常洙则在服装制造厂工作。在當年9月总罢工和大邱10.1事件后，由于政府和警察的残暴行径，他无法返回工厂，只能自己制作並销售衣服。
李小仙通过媒人介绍而结婚，直到婚礼前，她才與新郎互相認識。1948年8月24日，他们的长子全泰壹出生。

## 儿子的死
1970年11月13日下午1時，李小仙之子全泰壹在平和市场前的街道上手持劳动基准法自焚，高喊着“遵守劳动基准法”、“我们不是机器”等口号。当时李小仙女士正在参加当地的礼拜仪式。11月13日晚10時，全泰壹由于伤势过重在医院中去世。
全泰壹死后，警方和劳动厅等有关部门劝说李小仙女士赶紧举行葬礼。然而，她坚持认为，若不能完成儿子全泰壹的遗愿，葬礼就绝对不能进行。李小仙最终于11月18日为全泰壹举行葬礼。

## 工人之母
日后，李小仙女士致力于实现儿子的遗愿。于当年11月27日成立的清溪服装工会成为了韩国劳工运动的象征，最终于1998年与首尔服装工会合并。李小仙女士于1972年开设劳动教室，对劳工群众进行劳动法普及教育，并于1975年参加了关于减少工作时间的斗争。
李小仙女士亦积极参与民主化运动，1985年其参加以大宇服装工会成员为主的九老同盟罢工，并于1986年率先发起要求採取总统直选的运动。此后她还在李锡奎葬礼斗争中担任过工伤葬礼委员会的委员，积极参与各种劳工运动。即使到了80岁，她仍会出现在勞工运动现场，呼吁缩短劳动时间、解决非正规职位等社会问题。
自1997年亚洲金融危机以来，李小仙女士一直坚持通过工作共享和减少工作时间以克服就业难危机，她于2011年7月18日因心力衰竭住院。住院后，李小仙女士仍试图乘坐希望巴士前往昌原，支持金镇硕的抗议示威。2011年9月3日，李小仙女士由于心脏问题去世，葬礼于9月7日举行。包括家属和劳工界代表在内的许多群众均到场参加，最终李小仙女士于全泰壹墓附近下葬。民主勞總亦派出代表作为葬礼成员参加了李小仙女士的葬礼。